# 야카역
야카역(일본어: 八家駅, やかえき)은 일본 효고현 히메지시에 있는 산요 전기철도 본선의 역이다. 역 번호는 SY 37이다.

## 역 구조
상대식 승강장 2면 2선을 가진 지상역이다. 역사(개찰구)는 히메지 방면 승강장의 히메지 방향에 있으며 반대쪽의 고베 방면 승강장은 구내 건널목에서 연결된다. 개찰 창구는 무인화되어 있다.

### 승강장
| 역사측 | ■ 본선(하행) | 시카마・히메지・아보시 방면   |
| 반대측 | ■ 본선(상행) | 아카시・산노미야・오사카 방면 |

## 역 주변
야카 지구는 나다노켄카 마쓰리로 알려진 마쓰바라하치만 신사의 씨자 구 시치카촌의 하나이다. 역은 야카 강 동쪽에 있다. 강 서안은 주택과 공장 밀집지인 반면 동쪽은 높직한 산들이 연이어 있고, 시카마 방면은 대체로 해당역을 기점으로 차창의 분위기가 달라진다.
- 기바 항
- 기바 요트하버
- 시라하마 해빈 공원
- 고바 산
- 고바 신사
- 야카지조
- 일본수산 히메지 종합 공장
- 히메지 야카 우체국
- 히메지 시립 야기 초등학교
- 히메지미나미 자동차학교
- 마루아이 야카점
- 국도 제250호선
- 야로수 자생지

## 역사
- 1923년 8월 19일: 고베히메지 전기철도의 개통과 동시에 설치.
- 1927년 4월 1일: 우지가와 전기에 의한 합병으로 본 회사의 역이 됨.
- 1933년 6월 6일: 우지가와 전기 철도 부문이 분리되어 산요 전기철도의 역이 됨.
- 1966년 12월 1일: 화물의 소액 취급 폐지에 의하여 화물 영업 폐지.
- 1968년
  - 8월: 화물 측선과 건늠선 철거.
  - 12월: 승강장을 4량 편성용으로 연장.

## 인접역
| 산요 전기철도 ■ 본선                 | 산요 전기철도 ■ 본선 | 산요 전기철도 ■ 본선                 |
| ------------------------------------ | -------------------- | ------------------------------------ |
| SY 36 마토가타 우메다・니시다이 방면 | ■ S특급 ■ 보통       | 시라하마노미야 SY 38 산요히메지 방면 |